# Silenzio stampa
Il silenzio stampa è un'iniziativa per mezzo della quale non vengono diffuse notizie o concesse interviste agli organi di informazione su eventi di interesse pubblico.

## Cause e definizione
L'imposizione del silenzio stampa va accuratamente calibrata, in rapporto allo scopo limitato che si intende perseguire: in democrazia essa può - per tempi limitati - comprimere il diritto alla libera informazione, ad esempio per ragioni di tutela della privacy; la delicatezza del bilanciamento dei valori in campo comporta anche una modulazione delle sanzioni con cui è perseguita la violazione del silenzio stampa.
Per converso Enzo Biagi ha ricordato che al tempo del fascismo «vigeva il silenzio stampa sistematico. Arrivava alla sera nei giornali il foglio con le disposizioni: ignorare, minimizzare, non prendere in considerazione. Lì il silenzio stampa veniva teorizzato e praticato».

## Nello sport
In ambito sportivo — dove il silenzio stampa può riguardare un'intera squadra oppure singoli atleti — la prima applicazione si è avuta nel calcio, a partire dagli anni '80. Il ricorso ad esso è genericamente riconducibile ad una forma di protesta verso le critiche, ma può altresì rappresentare un espediente per mantenere la concentrazione in vista di eventi importanti. La più nota circostanza in cui si è registrato un silenzio stampa avvenne nel 1982, quando la Nazionale italiana, reduce da una stentata prima fase ai campionato mondiale di calcio, poi vinto dagli azzurri, delegò al capitano Dino Zoff i rapporti con gli organi d'informazione.
A livello continentale, l'UEFA punisce il silenzio stampa con ammende economiche.